# López de Ayala
López de Ayala (též Adelardo López de Ayala; 1. května 1828, Sevilla, Španělsko – 30. prosince 1879, Madrid) byl španělský dramatik, básník, prozaik, historik a také politik. Byl kastilským vrchním kancléřem. Jeho básně jsou vesměs didaktické. Cenné jsou jeho kroniky o vládě čtyř kastilských králů, z doby, kdy sám zastával významné funkce.

## Dílo
výběr
- El hombre de estado (1851)
- Culpa y perdon
- Los dos Guzmanes
- El tanto por ciento (1861)
- Los comuneros
- Consuelo (1870)